# Kanton Barr

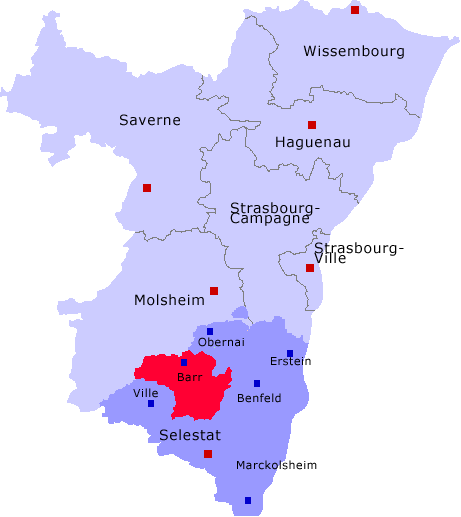
Lage des Kantons Barr im Arrondissement Sélestat-Erstein und im Département Bas-Rhin

Der Kanton Barr war bis 2015 ein französischer Wahlkreis im Arrondissement Sélestat-Erstein, im Département Bas-Rhin und in der Region Elsass.

## Geschichte
Der Kanton wurde am 4. März 1790 im Zuge der Einrichtung der Départements als Teil des damaligen "Distrikts Benfeld" gegründet. Einige Zeit später (?) gehörte er zum neu gegründeten "Distrikt Schlestadt".
Mit der Gründung der Arrondissements am 17. Februar 1800 wurde der Kanton als Teil des damaligen Arrondissements Barr neu zugeschnitten. Am 10. Februar 1806 wurde aus dem Arrondissement Barr das Arrondissement Schlestadt.
Von 1871 bis 1919 gab es keine weitere Untergliederung des damaligen Kreises Schlettstadt (frz. ehem.: Schlestadt).
Am 28. Juni 1919 wurde der Kanton wieder Teil des Arrondissements Sélestat, das am 24. Mai 1974 mit dem Arrondissement Erstein zum Arrondissement Sélestat-Erstein zusammengelegt wurde.
Am 22. März 2015 wurde der Kanton aufgelöst. Alle Gemeinden gehören jetzt zum Kanton Obernai.

## Gemeinden
- Andlau
- Barr
- Bernardvillé
- Blienschwiller
- Dambach-la-Ville
- Eichhoffen
- Epfig
- Gertwiller
- Heiligenstein
- Itterswiller
- Le Hohwald
- Mittelbergheim
- Nothalten
- Reichsfeld
- Saint-Pierre
- Stotzheim